# Alioth
Alioth (ε UMa / ε Ursae Majoris) je jméno hvězdy v souhvězdí Velké medvědice. Alioth je proměnná hvězda typu α CVn. Alioth mění svoji jasnost v periodě 5,088 dní mezi +1,69 až +1,83 hvězdné velikosti. Alioth patří ke spektrální třídě A0. Alioth je zároveň spektroskopická dvojhvězda.   Obě její složky se vzájemně oběhnou jednou za 4,15 roku. Její vzdálenost od Země činí 83 světelných let.